# Élections municipales québécoises de 1981
Les élections municipales québécoises de 1981 sont les scrutins tenus en octobre et novembre 1981 dans certaines municipalités du Québec. Elles permettent de déterminer les maires et/ou les conseillers de ces municipalités.
Des élections ont notamment lieu à Québec.

## Montréal

### Montréal-Est
Élection générale tenue le 4 novembre 1981
| Candidats pour la mairie | Vote  | %     |
| ------------------------ | ----- | ----- |
| Édouard Rivet (Sortant)  | 1 706 | 78,15 |
| Alain Vaillancourt       | 477   | 21,85 |

| Candidats Quartier Centre - Siège 1 | Vote | %     |
| ----------------------------------- | ---- | ----- |
| Roger Lachapelle (Sortant)          | 535  | 68,77 |
| Roland Laframbroise                 | 189  | 24,29 |
| Maurice Blouin                      | 54   | 6,94  |

| Candidats Quartier Centre - Siège 2 | Vote | %     |
| ----------------------------------- | ---- | ----- |
| Roland Beaudin (Sortant)            | 651  | 82,09 |
| Claude Plouffe                      | 142  | 17,91 |

| Candidats Quartier Nord - Siège 1 | Vote | %     |
| --------------------------------- | ---- | ----- |
| Maurice Senez (Sortant)           | 476  | 71,79 |
| Gilles Borduas                    | 187  | 28,21 |

| Candidats Quartier Nord - Siège 2 | Vote | %     |
| --------------------------------- | ---- | ----- |
| Yvon Labrosse (Sortant)           | 485  | 77,50 |
| Réal Théroux                      | 172  | 25,71 |
| Gino Salotti                      | 12   | 1,79  |

| Candidats Quartier Ouest - Siège 1 | Vote | %     |
| ---------------------------------- | ---- | ----- |
| Roland Rhéaume (Sortant)           | 529  | 77,57 |
| Daniel Guénette                    | 153  | 22,43 |

| Candidats Quartier Ouest - Siège 1 | Vote | %     |
| ---------------------------------- | ---- | ----- |
| Joseph Patriarco (Sortant)         | 536  | 77,46 |
| Gérard Blais                       | 156  | 22,54 |

- Élection partielle au poste de maire le 13 septembre 1982
  - Déclenchée en raison de la démission du maire Édouard Rivet le 21 juillet 1982

| Candidats pour la mairie                    | Vote | %     |
| ------------------------------------------- | ---- | ----- |
| Yvon Labrosse (Sortant d'un autre poste)    | 941  | 43,42 |
| Joseph Patriarco (Sortant d'un autre poste) | 659  | 30,41 |
| Louis-René Parent                           | 286  | 13,20 |
| Roger Lachapelle (Sortant d'un autre poste) | 175  | 8,08  |
| Roland Rhéaume (Sortant d'un autre poste)   | 106  | 4,89  |

- Élection partielle au poste de conseiller Quartier Nord - Siège 2 le 18 octobre 1982
  - Déclenchée en raison de la démission du maire Yvon Labrosse le 13 septembre 1982

| Candidats Quartier Nord - Siège 1 | Vote | %     |
| --------------------------------- | ---- | ----- |
| Réal Cardinal                     | 232  | 36,42 |
| Thomas Smith                      | 140  | 21,98 |
| Réal Théroux                      | 138  | 21,66 |
| Ralph Buchanan                    | 54   | 8,48  |
| Georgette Parent                  | 41   | 6,44  |
| Maurice Vaillant                  | 32   | 5,02  |